# لوك درير
لوك درير (بالإنجليزية: Luke Dreher)‏ هو لاعب كرة قدم بريطاني، ولد في 17 نوفمبر 1998 في إبسوم في المملكة المتحدة. لعب مع كريستال بالاس.

## وصلات خارجية
- لوك درير على موقع قاعدة بيانات كرة القدم.إي يو (الإنجليزية)
- لوك درير على موقع Soccerbase.com (لاعب) (الإنجليزية)
- لوك درير على موقع Soccerway.com (الإنجليزية)
- لوك درير على موقع عالم كرة القدم.نت (الإنجليزية)
- لوك درير على موقع AS.com (الإسبانية)